# 劉超 (晉朝)
劉超（3世纪？—329年），字世踰，琅邪臨沂（今山東臨沂）人。西漢城陽王劉章七世孫茲鄉孝侯劉弘的後代。東晉時官員，受晉元帝親近寵信。歷仕三帝，先後經歷王敦之亂和蘇峻之亂，皆支持皇室，最終因在蘇峻之亂中密謀救出成帝而被殺。

## 生平
劉超年輕時就已有志向理想，起初都是在縣任小吏，後來任琅邪國記室掾。時為琅邪王的晉元帝司馬睿因為劉超的忠誠和清廉謹慎而被提拔，讓劉超常常侍候在自己身邊。永嘉元年（307年），劉超亦隨同司馬睿南渡，移鎮建康，轉任安東將軍府舍人，專掌文檄。建興元年（313年），司馬睿進位左丞相，建丞相府，劉超又任舍人。劉超因職務常常處理機密，其本人不與他人有書信來往，工餘時亦不接賓客，甚至筆跡都和司馬睿差不多，因此愈來愈得司馬睿親近信賴。不久司馬睿因他的功勞而賜他原鄉亭侯爵位，轉行參軍。
東晉建立後，劉超任中書舍人，拜騎都尉、奉朝請。後出任句容縣令，為官誠心待人，獲當地人民歸心。同時亦一改以往收取賦稅時派人四出統計百姓家產的規舉，改而命令各家自己填寫自己的家產數目，然後送還縣府。百姓因為如實報告，故劉超收到的賦稅比往年特別多。後改任中書通事郎。
永昌元年（322年），劉超父親逝世，劉超因而離職治喪。但同年大將軍王敦卻起兵進攻建康，朝廷下詔命令劉超復職，領安東上將軍。當時劉超父親剛剛下葬，但劉超仍應命。同年王敦擊敗朝廷軍隊，攻陷建康，元帝亦被逼與王敦講和，當時唯獨劉超領兵保衞元帝，令元帝十分感動，元帝於是讓劉超回去繼續治喪。兩年後，王敦再度領兵進攻建康，打算篡位，雖然王敦於期間病逝，但其黨羽錢鳳等仍繼續進攻。劉超於是招集義士，參與朝廷軍隊的抵抗，終於成功平定王敦之亂，劉超亦以功封零陵伯。
太寧三年（325年），晉明帝逝世，太后庾文君臨朝，劉超遷射聲校尉。當時其實這些軍官都沒兵在手，但因有些義興人因義跟隨劉超，劉超就收編他們作禁軍，號為「君子營」。
咸和二年（327年），蘇峻之亂爆發，歷陽內史蘇峻和豫州刺史祖約舉兵進攻建康，劉超任左衛將軍。次年朝廷抵抗失敗，司徒王導讓劉超改任右衞將軍，護衞晉成帝。蘇峻控制建康後，面對以陶侃為首討伐自己的義軍興起，於是強遷成帝到石頭城，劉超與侍中鍾雅徒步跟隨。當時因天雨而道路不平，但二人都拒絕蘇峻軍提供的馬匹，反顯得悲哀而氣正。蘇峻聽聞後對二人十分不滿，但卻不敢加害，只得讓黨羽許方等任禁軍官職以作防備劉超等人。
劉超在期間堅守忠節，不受蘇峻賄賂，而且更在這戰亂時間教授成帝《孝經》和《論語》。咸和四年（329年），因上一年蘇峻已戰死，改由其弟蘇逸統軍；而討伐義軍氣勢正盛，繼續進攻建康。劉超於是與鍾雅和建康縣令管旆等人密謀救出成帝，並護送成帝到討伐義軍軍中。但事情敗露，蘇逸於是命令任讓領兵收捕劉超和鍾雅二人。當時成帝哭著抱緊二人，要求任讓不要帶走二人，但任讓不答應，仍將二人帶走並殺害。
蘇峻之亂於當年被平定，晉成帝不但堅持要誅殺任讓，而且在劉超改葬時下令要找一處高聳突出而在建康附近的地方作劉超新墓，以讓成帝出入時都能夠看見他的墳墓。又追贈衞尉，賜諡號為忠。

## 性格特徵
- 劉超家貧，但受東晉皇帝親待，於是都見賞賜。但劉超卻都辭讓，認為自己只是平凡的臣下，不值賞賜。
- 劉超有孝行，在母喪守喪時喪服都不離身，日夜號哭，每月初一和十五日時都要步行到墳墓處，哀傷得連路人都感動。
- 劉超盡忠於東晉皇室，非但為了機密事而斷絕與他人的往來，在王敦之亂時亦放下父喪去保衛皇帝。及至蘇峻之亂時亦不像其他人那樣將妻兒送到別處避難，反留他們在宮中。最終亦為救出成帝而死。
- 劉超在晉元帝、晉明帝和晉成帝三代任官，都受親待，但卻不因而顯得驕橫和奉承皇帝，因而獲士人尊敬。

## 家庭

### 父親
- 劉和，琅邪國上軍將軍。

### 子女
- 劉訥，中書侍郎、下邳內史。

### 孫兒
- 劉享，劉訥子。

## 延伸阅读
[在维基数据编辑]
 《晉書·卷070》，出自房玄齡《晉書》